# Jekatyerina Igorevna Polescsuk
Jekatyerina Igorevna Polescsuk (oroszul:Екатерина Игоревна Полищук)  (1994. március 24. –) orosz szabadfogású birkózónő. A 2019-es birkózó-világbajnokságon bronzérmet szerzett 50 kg-os súlycsoportban, szabadfogásban.

## Sportpályafutása
A 2019-es birkózó-világbajnokságon a selejtezők során a mongol Nammuntszeszeg Szog Ocsir volt az ellenfele, akit 9-7-re legyőzött. A nyolcaddöntőben a svéd Frederika Ida Petersson volt ellenfele, akit 8-1-re legyőzött. A negyeddöntőben az ukrán Mariya Stadnikkal került szembe, aki 11-0-re legyőzte. Mivel az ukrán később a döntőbe jutott, ezért vigaszágon folytathatta a bajnokságot. A vigaszágon az indiai Seema Seema volt ellenfele, akit 11-3-ra legyőzött és így bronzmérkőzést játszhatott. 
Az 50 kg-osok súlycsoportjában megrendezett bronzmérkőzés során a kínai Janan Szun volt ellenfele, akit 9-9-re legyőzött.